# Bonn – Alte Freunde, neue Feinde
Bonn – Alte Freunde, neue Feinde ist eine sechsteilige historische Miniserie in der ARD aus dem Jahr 2023. Die Serie thematisiert die Konkurrenz im Jahre 1954 zwischen dem Bundesverfassungsschutz und dem Auslandsgeheimdienst Organisation Gehlen sowie den institutionellen Umgang mit ehemaligen NS-Größen in der jungen Bundesrepublik. Erzählt wird die fiktive Geschichte der Spionin Antonie (genannt Toni) Schmidt, die zwischen diese Fronten gerät und dabei auf dunkle Geheimnisse auch in ihrer eigenen Familie stößt. Die Drama-Serie greift vielfältige politische (sich anbahnender Ost-West-Konflikt, Entnazifizierung, Wiederbewaffnung) und soziale (Umgang mit Kriegsschuld in den Familien) Spannungsfelder in der unmittelbaren Nachkriegszeit auf.

## Inhalt
Die Serie spielt im Jahr 1954 in der damaligen Bundeshauptstadt Bonn. Das politische Klima ist geprägt vom Kalten Krieg. Die 20-jährige Toni Schmidt kehrt nach einem Sprachaufenthalt in London zurück nach Bonn. Tonis Vater Gerd ist ein erfolgreicher Bauunternehmer, und ihre Familie hat den Zweiten Weltkrieg scheinbar gut überstanden. Man genießt den neuen Wohlstand zu Zeiten des „deutschen Wirtschaftswunders“.
Toni will arbeiten, und sie bekommt eine Stelle als Fremdsprachensekretärin bei der Organisation Gehlen, dem Auslandsgeheimdienst und Vorläufer des späteren Bundesnachrichtendienstes (BND). Aber auch Otto John, der als Leiter des Bundesverfassungsschutzes unter anderem untergetauchte Kriegsverbrecher aufspürt, wird auf Toni aufmerksam.
John ist überzeugt, dass Tonis Chef Reinhard Gehlen ehemalige Nazis unterstützt und seine Arbeit massiv behindert. Kurzentschlossen setzt John seinen besten Mitarbeiter Wolfgang Berns auf Toni an, um sie als Spionin für seinen Nachrichtendienst anzuwerben. Die ambitionierte junge Frau gerät zwischen die Fronten der Geheimdienste. Sie stößt nicht nur auf skrupellose Machenschaften und dunkle Geheimnisse, sie kommt auch Wolfgang emotional immer näher.

### Folge 1
Ardennenschlacht, Silvesternacht 1944/45: Beim Versuch zu desertieren, wird ein junger Soldat erschossen.
Toni Schmidt, als Au-Pair-Mädchen in London, trifft auf der Silvesterparty 1953/54 Lucie John und deren Mann Otto.
Der Zuschauer wird Zeuge, wie Reinhard Gehlen dem NS-Verbrecher Alois Brunner, der unter falschem Namen als Bergmann arbeitet, in einer Kaue einen Fluchtplan nach Damaskus und eine neue Identität verschafft.
Toni, inzwischen nach Deutschland zurückgekehrt, besucht mit ihrem Vater, dem Bauunternehmer Gerd Schmidt, Reinhard Gehlen zu einem Vorstellungsgespräch, das positiv verläuft. Nach dem Gespräch bleibt Tonis Vater noch einen Moment mit Gehlen allein im Raum, und es wird deutlich, dass beide in irgendeiner Form an einem gemeinsamen Projekt arbeiten.
Die Schwestern Toni und Ingrid beobachten, wie ihre Mutter aus dem Auto eines ihnen unbekannten Mannes aussteigt: Sie trifft heimlich Noah, den sie gegenüber ihren Töchtern als ehemaligen Nachbarn ausgibt.
Gegenüber seiner Frau berichtet Otto John von einem Geheimprojekt, welches in großer Zahl Waffen nach Deutschland schmuggelt. Dabei handele es sich um deutlich mehr Waffen als zum damaligen Aufbau der Bundeswehr benötigt. John geht davon aus, dass Gehlen daran wesentlich beteiligt ist.
In einem vertraulichen Gespräch zwischen Otto John, dessen Sekretärin Ursula und Wolfgang Berns trägt Johns Sekretärin die Informationen vor, die sie im Auftrag ihres Chefs über Gerd Schmidt gesammelt hat: Die Firma wurde ihm demnach erst 1927 überschrieben und gehörte bis dahin der Familie seiner Frau, Schneider, gemeinsam mit der jüdischen Familie Berret, die damals auswanderte. Mit Reinhard Gehlen ist Gerd Schmidt persönlich bekannt, seit er im Krieg in der Abteilung Fremde Heere Ost unter Gehlens Leitung Militärspionage gegen Russland betrieben hatte.

### Folge 2
Während eines Kriegsverbrecherprozesses macht Otto John Toni Schmidt und Wolfgang Berns miteinander bekannt.
Gerd Schmidt, Reinhard Gehlen und Kanzleramtsminister Hans Globke arbeiten alle miteinander am Projekt „Scipio“.
Else Schmidt trifft Noah Berret in einem Hotel. Er lebt in Israel in einem Kibbuz und wirbt in Deutschland für dessen Apfelsinen. Er stellt Else seine beiden Töchter vor.
Wolfgang Berns, der Toni Schmidt zu einem Kaffee einlädt, verschüttet dabei scheinbar aus Versehen Kaffee auf Tonis Bluse. Während diese auf die Toilette eilt, um sich zu säubern, kann Berns unbemerkt ihre Unterlagen mit einer Kleinkamera fotografieren: Material zu „Scipio“, das Gehlen an Globke schicken lässt.
Berns hat eine intime Beziehung zu der undurchsichtigen Blondine Edda, die ihm Informationen über den entstehenden Warschauer Pakt zukommen lässt.
Tonis Zweifel an ihrer bevorstehenden Hochzeit mit Hartmut werden stärker; sie schläft zwar mit ihm, will aber kein Kind von ihm; sie will arbeiten, studieren, Erfahrungen sammeln. Hartmut ist nicht begeistert!
Wolfgang macht Toni Avancen. Bei einem gemeinsamen Essen beim Italiener taucht unerwartet ein ärmlich aussehender junger Mann auf. Er fragt Toni nach ihrem vermissten Bruder Stefan und behauptet, sie seien Frontkameraden gewesen und er habe Stefan auf Befehl als Deserteur erschossen. Vater Schmidt zweifelt das an, als Wolfgang und Toni ihm davon erzählen. Als er mit Berns alleine ist, gibt sich dieser als ehemaliges Mitglied der Waffen-SS und als Gesinnungskamerad zu erkennen. Er teilt Schmidt mit, dass er von John auf ihn angesetzt sei.
Mutter Else Schmidt, die immer noch Suchmeldungen nach vermissten Soldaten verfolgt und so hofft, etwas über ihren Sohn Stefan zu erfahren, bricht zusammen, als sie erfährt, dass dieser tot ist. Noah kommt bei Familie Schmidt vorbei und behauptet, Stefan sei sein Sohn und nicht der von Gerd Schmidt.

### Folge 3
Auf der Beerdigungsfeier von Stefan Schmidt stimmen einige anwesende Männer das Lied „Der gute Kamerad“ an. Gerd hat nämlich verschwiegen, dass Stefan desertieren wollte. Der ebenfalls anwesende Gehlen unterbindet den Gesang, den er als pathetisch und aus der Mode gekommen bezeichnet, und hält eine Ansprache: Der Nationalsozialismus sei Vergangenheit, für die Zukunft gelte alle Konzentration dem Russen als „neuen Feind“.
Im Innenministerium treffen sich John, Gehlen, Kanzleramtsminister Hans Globke und Innenminister Schröder. John wird wegen Wolfgangs „unsanften“ Verhörmethoden bei Fälscher Heimann zur Rede gestellt. Wohlweislich erzählt er nichts von der verschlüsselten Liste aus Heimanns Wohnung. Kurz darauf wird Heimann mit einer Zyankali-Kapsel, die ihm ein Aufseher gegeben hatte, im Mund tot in seiner Zelle aufgefunden.
Toni wird Gehlen gegenüber immer misstrauischer. Heimlich durchsucht sie Gehlens Büro nach Hinweisen. Aufgeregtes Treiben auf dem Hof ihres Vaters lässt sie zusätzlich stutzig werden. In einem unbeobachteten Moment öffnet sie eine der Kisten und findet dort anstelle von Baustoffen eine Vielzahl an Waffen.
Nach langem Ringen berichtet Toni John von ihrer Entdeckung. John sieht seinen Verdacht, Gehlen und andere Ultra-Konservative planten den Aufbau einer Schatten-Armee, bestätigt. Johns Ehefrau Lucie, deren Familie im KZ getötet wurde, beschwört Toni, sich auf keinen Fall etwas anmerken zu lassen.
Die Stimmung in der Familie Schmidt ist schlecht: Gerd entdeckt Liebesbriefe zwischen seiner Frau Else und Noah und betrinkt sich. Als Toni einen lautstarken Streit ihrer Eltern schlichten will, wird Gerd handgreiflich und stößt unbeabsichtigt Else die Treppe herunter, die daraufhin schwerverletzt ins Krankenhaus eingeliefert wird.
Unterdessen trifft Wolfgang in Antwerpen seinen Kontaktmann vom Mossad, der die „Heimann-Liste“ entschlüsseln konnte. Mit dem israelischen Agenten handelt er einen Deal aus: Der Verfassungsschutz bekommt Brunner, der Mossad alle anderen Kriegsverbrecher auf der Liste.
Auf der Rückfahrt aus Belgien sieht Wolfgang vermeintlich eine Pistole in der Tasche seines Chauffeurs. Als dieser in die Tasche greift, tötet ihn Wolfgang mit einem Kappmesser. Die vermeintliche Pistole stellt sich als Flachmann heraus. Den Wagen mit dem toten Fahrer versenkt er später im Rhein.

### Folge 4
Toni durchsucht heimlich Gehlens Büro nach weiteren Hinweisen für ihren Verdacht. In seinem Kalender findet sie einen Eintrag zu „Scipio“.
Else weigert sich, Gerd zum Ball der deutschen Wirtschaft zu begleiten. Stattdessen ergreift Toni ihre Chance und fährt mit ihrem Vater zum Fest. Auch Gehlen ist vor Ort, und Toni beobachtet, wie er mit ihrem Vater und weiteren Männern zu einer geheimen Versammlung verschwindet. Sie folgt ihnen und kann das Treffen belauschen: Man bedankt sich für das bisher erfolgreiche Projekt „Scipio“. Außerdem soll eine Gedenkfeier zu Ehren Adolf Hitlers am 20. April stattfinden. Doch Toni wird ausgerechnet von ihrem Vater entdeckt, der ihr unmissverständlich klarmacht, ihm nicht nachzuspionieren.
Toni will weiter zu der Gedenkfeier ermitteln, um darüber an die Beteiligten von „Scipio“ zu gelangen. Mithilfe des Fahrtenbuchs von Gehlens Fahrer kann sie den Veranstaltungsort herausfinden. Wolfgang mischt sich in SS-Uniform unter die Gäste, wird jedoch von Gehlen und Gerd Schmidt entdeckt. Bei einem brutalen Verhör kann er sie jedoch überzeugen, einer von ihnen zu sein.
Auf einer Party, auf die Toni mit ihrer Schwester Ingrid geht, trifft sie den Unbekannten wieder, der behauptet hatte, Stefan Schmidt im Krieg erschossen zu haben. Es stellt sich heraus, dass er Schauspieler ist und für seine Aussage engagiert wurde. Toni vermutet Wolfgang hinter der Aktion und zweifelt, ob sie ihm weiter vertrauen kann. Sie konfrontiert Wolfgang mit diesem Vorwurf, der jedoch mehrfach verneint. Plötzlich kochen ihre Gefühle hoch, und sie schlafen miteinander.
Um sich einen eigenen Eindruck zu Stefans Tod zu verschaffen, besorgt sich Toni dessen Akte im Heeresarchiv. Es wird klar, dass Gerd als Oberstleutnant persönlich die Anweisung gegeben hat, Stefan zu erschießen, sollte dieser erneut versuchen, zu desertieren.

### Folge 5
Trotz Tonis Entdeckung, dass John sie gezielt angeworben hatte, um an ihren Vater zu gelangen, arbeitet sie weiterhin für Otto John. Dieser gibt Toni den Auftrag herauszufinden, wer „Scipio“ finanziell unterstützt.
Auf einem Bahnhof soll Alois Brunner verhaftet werden. Doch entgegen den Informationen der „Heimann-Liste“ sitzt dieser nicht im Zug. Mutmaßlich hat jemand den Verbrecher gewarnt. Bei der wöchentlichen Besprechung im Innenministerium erntet John für das Scheitern der Festnahme Hohn und Spott von Gehlen. John macht sich auf den Weg nach Antwerpen, um sich mit dem israelischen Geheimdienst Mossad zu treffen und erfährt, dass die Daten auf der „Heimann-Liste“ absichtlich geändert wurden.
Im Büro ihres Vaters wird Toni fündig und stößt auf dubiose Zahlungen über eine Stiftung. Als auf dem Hof Lkw mit den mysteriösen Kisten beladen werden, legt Toni sich auf die Lauer. In einem unbeobachteten Moment springt sie auf die Laderampe eines LKW, der zu einer der geheimen Lagerhallen von „Scipio“ fährt.
Toni sagt Hartmut endgültig, dass sie ihn nicht heiraten will. Beide scheinen keine gemeinsame Basis mehr zu haben. Else hat sich dazu entschieden, Gerd zu verlassen und mit Noah nach Israel zu gehen. Doch als Noah sie abholen will, bleibt sie schließlich doch. Toni hat dafür keinerlei Verständnis und konfrontiert ihren Vater vor der Familie damit, dass er den Schießbefehl gegen Stefan unterschrieben hat. Doch während Gerd alles abstreitet, wollen Else und Ingrid ihr nicht glauben. Als Toni in ihrem Zimmer nach der Kopie des Befehls sucht, ist diese verschwunden: Ingrid hat sie verschwinden lassen, aus Angst, die Erkenntnis könnte die Familie zerstören.

### Folge 6
Nachdem das von Berns versenkte Fahrzeug aus dem Rhein geborgen wurde, will Otto John wissen, wieso Berns Feuerzeug bei dem ermordeten Fahrer lag und was das zu bedeuten hat. Wolfgang ist daraufhin gezwungen, von seiner tatsächlichen Vergangenheit zu erzählen: Er war bei der SS Alois Brunners Fahrer und daher bei vielen seiner Taten anwesend. Nachdem Wolfgang Personen vor ihrer Deportation gewarnt hatte, wurden seine Frau und Tochter brutal von Brunner ermordet. Wolfgang will dafür Rache. Der gefundene Fahrer habe ihn an Brunner erinnert, und er sei von seinen Gefühlen überwältigt worden.
Nachdem sie ihre Familie mit der Wahrheit über Stefans Tod konfrontiert hat, aber alles beim Alten bleibt, verlässt Toni mit ein paar Habseligkeiten ihr Elternhaus und steht am Abend vor Wolfgangs Tür. Doch mitten in der Nacht packt dieser seine Sachen. Es stellt sich heraus, dass er nach Bayern fährt, wo er auf Alois Brunner treffen will. Mithilfe von Schwarte findet Toni Wolfgangs Zielort heraus und reist ihm hinterher.
In Bonn präsentiert John die gesammelten Ermittlungen zu „Scipio“ schließlich Innenminister Schröder, der grünes Licht für einen Großeinsatz gibt, „Scipio“ hochzunehmen. Die Operation gelingt.
Bei den Feierlichkeiten zum „Tag des Widerstands“ hofft John, vor der Bundesregierung mit neu gewonnenen Informationen über Gehlen und seine Gruppe triumphieren zu können. Doch Kanzleramtschef Globke und der Vertreter der Alliierten reagieren anders als erwartet: „Scipio“ laufe mit Wissen der Regierung ab und werde von den Alliierten finanziell und logistisch unterstützt. Die Ermittlungen Johns seien unverzüglich einzustellen. John ist verzweifelt: Sein Kampf scheint verloren. Schließlich bestärkt seine Frau Lucie ihn, ein Treffen in Ost-Berlin wahrzunehmen, um dort zu berichten, was er über „Scipio“ weiß. John steigt in einen Wagen und macht sich auf den Weg zum Brandenburger Tor. Später sieht man den Ausschnitt einer Nachrichtensendung mit dem Bericht, dass der Chef des Verfassungsschutzes in Ost-Berlin aufgetaucht ist; es wird die Frage gestellt, ob er dort freiwillig ist oder entführt wurde.
Berns will Alois Brunner an der Flucht hindern: Er überwältigt in einem Hotel den Fahrer, der Brunner über die deutsche Grenze bringen soll. Stattdessen holt nun Berns als neuer Fahrer Brunner ab. Nachdem Brunner auf der Fahrt Berns erkannt hat, zwingt Berns ihn mitten auf der Fahrt mit vorgehaltener Waffe aus dem Wagen in einen Wald. Dort bringt er Brunner dazu, eine Zyankali-Kapsel zu nehmen. Doch bevor Brunner die Kapsel zerbeißt, taucht Brunners Fahrer auf und schießt auf Berns. Der bricht zusammen, und Brunner flieht mit dem Fahrer.
Toni, die in Bayern eintrifft und Wolfgang mit Brunner an sich vorbeifahren sieht, folgt ihnen in einem Taxi. Unmittelbar nachdem Brunner sich abgesetzt hat, trifft sie ein und findet den bewusstlosen Wolfgang im Wald. Zusammen mit dem Taxifahrer bringt sie ihn in ein Krankenhaus, wo ein Arzt ihr nach einiger Zeit berichtet, dass Wolfgang überleben werde.

## Hintergrund

### Dreharbeiten
Die Dreharbeiten fanden vom 30. März 2021 bis zum 17. Juli 2021 an verschiedenen Orten in Tschechien und in Nordrhein-Westfalen statt. Unter anderem wurde in Prag, Bonn, Bad Godesberg, Köln, Euskirchen und in Leutesdorf gedreht. An Originalschauplätzen der ehemaligen Bundeshauptstadt konnten nur wenige Aufnahmen gemacht werden, denn „das historische Bonn kann man heute nicht mehr vor Ort drehen“, sagte Produzent Fabian Winkelmann auf dem Film Festival Cologne im Herbst 2022. Gedreht wurde am Von-Sandt-Ufer und auf der Rheinfähre in Bad Godesberg. Drehorte waren auch das Schloss Bensberg und das Wirtshaus Leyscher Hof in Leutesdorf.

### Historischer Kontext
Die Serie thematisiert das konflikthafte Verhältnis zwischen den beiden konkurrierenden Geheimdiensten Verfassungsschutz und Auslandsgeheimdienst in den 1950er Jahren der Bundesrepublik, das sich etwa in Person ihrer beiden Präsidenten Otto John, von 1950 bis 1954 Präsident des Bundesamts für Verfassungsschutz, und Reinhard Gehlen, der den Auslandsnachrichtendienst „Organisation Gehlen“ aufbaute. Für Konflikte sorgte dabei insbesondere die Frage nach dem Umgang mit Personen, die bereits in der Zeit des Nationalsozialismus entscheidend tätig gewesen waren.
Der Jurist Otto John war zwischen 1950 und 1954 der erste Präsident des deutschen Inlandsgeheimdienstes Bundesamt für Verfassungsschutz. Als Teil der Gruppe um Graf Stauffenberg war er am Attentat auf Hitler am 20. Juli 1944 beteiligt und flüchtete nach dessen Scheitern nach London. Sein Bruder Hans, der ebenfalls der Widerstandsgruppe angehörte, wurde verhaftet, zum Tode verurteilt und hingerichtet. 1950 wurde Otto John ohne Geheimdiensterfahrung überraschend erster Präsident des Bundesamts für Verfassungsschutz. Er strebte nach Verbesserung demokratischer Strukturen. Über seine eigentliche Funktion hinaus klagte er öffentlich den wachsenden Einfluss früherer Nationalsozialisten in der Bundesrepublik an und widmete sich intensiv der Verfolgung untergetauchter Nationalsozialisten, auch mithilfe eigens eingesetzter Mitarbeiter (wie in der Serie gezeigt).
Reinhard Gehlen leitete im Zweiten Weltkrieg die Abteilung Fremde Heere Ost (FHO) im Generalstab des Heeres. Kurz vor Kriegsende im März 1945 ließ Gehlen seine gesamten nachrichtendienstlichen Materialien auf Mikrofilm vervielfältigen und versteckte diese in Bergwiesen in Bayern. Nach seiner Verhaftung wurde er so zu einem wichtigen Gesprächspartner für die Alliierten. 1946 baute er seine Organisation unter Aufsicht der Amerikaner auf, die besonders interessiert waren, Informationen über die Aktivitäten der Sowjetunion zu sammeln. Doch Gehlen nutzte die Organisation auch als Auffangbecken für alte Seilschaften aus der SS, der Gestapo, der Wehrmacht – diese beschäftigte er als freie und teils auch als hauptamtliche Mitarbeiter. Er hielt auch Verbindungen zu früheren NS-Größen wie Alois Brunner aufrecht, die bis heute jedoch nicht vollständig aufgeklärt werden konnten. 1956 wurde die Organisation Gehlen als Bundesnachrichtendienst (BND) in die Bundesverwaltung übernommen. Gehlen leitete den BND bis 1968.

## Besetzung

### Hauptfiguren
| Rolle           | Schauspieler             |
| --------------- | ------------------------ |
| Toni Schmidt    | Mercedes Müller          |
| Wolfgang Berns  | Max Riemelt              |
| Otto John       | Sebastian Blomberg       |
| Reinhard Gehlen | Martin Wuttke            |
| Gerd Schmidt    | Juergen Maurer           |
| Else Schmidt    | Katharina Marie Schubert |
| Lucie John      | Inga Busch               |
| Ingrid Schmidt  | Luise von Finckh         |
| Hartmut Redlich | Julius Feldmeier         |

### Nebenfiguren
| Rolle                            | Schauspieler        |
| -------------------------------- | ------------------- |
| Viktor Heimann                   | Moritz Führmann     |
| Waisenkind Schwarte              | Selma Balthasar     |
| Gerhard Schröder, Innenminister  | Christian Erdmann   |
| Ursula                           | Johanna Gastdorf    |
| Edda                             | Maike Elena Schmidt |
| Noah Berret                      | Christian Harting   |
| Alois Brunner                    | André Eisermann     |
| Albert Radke                     | Daniel Drewes       |
| Hans Globke, Kanzleramtsminister | Sascha Nathan       |
| Constantin Reeden                | Dirk Ossig          |
| Frau Eisner                      | Justine Hauer       |
| Fahrer Erich                     | Michael Meichßner   |
| Joseph von Waidburg              | Carl Achleitner     |
| Frau am Schalter                 | Anežka Rusevová     |
| Silvestergast London             | Christian Skibinski |

## Rezeption

### Einschaltquoten
Die ersten beiden Episoden erreichten am 17. Januar 2023 3,83 Mio. Fernsehzuschauer und damit eine Quote von 14,1 Prozent. Episoden 3 und 4 wurden am 18. Januar 2023 von 3,23 Mio. bzw. 3,03 Mio. Menschen gesehen, was Marktanteilen von 12 bzw. 11,5 Prozent entspricht. Die Einschaltquoten der letzten beiden Episoden 5 und 6 am 24. Januar 2023 beliefen sich auf 2,44 Mio. Zuschauende bzw. 8,8 Prozent und 2,43 Mio. Zuschauende bzw. 9 Prozent Marktanteil.

### Kritiken
Judith von Sternburg von der Frankfurter Rundschau hat „zwar eine Schmonzette“ gesehen, das aber „in exzellenter Besetzung“. Es sei „im Einzelnen zwar alles vollgestopft und in der Überfrachtung vieles unwahrscheinlich bis ins Bizarre“, doch „politische und gesellschaftliche Grundstimmungen der 50er Jahre“ würden durchaus greifbar. Sie lobt die Besetzung, besonders Sebastian Blomberg, Martin Wuttke, Sascha Nathan und Mercedes Müller. Insgesamt sei „das ein sehr gutes Ensemble ..., [welches] über vieles, aber nicht über alles“ hinweghelfe. Michael Hille vom Focus schreibt, die Serie sei „sensationell spannend, doch nicht ohne Schwächen“. Er zieht den Vergleich zu Babylon Berlin, denn auch hier würden „wahre Begebenheiten zu einem stimmigen und atmosphärischen Zeit- und Gesellschaftsporträt vermengt“, es sei „Unterhaltungs- und Aufklärungsfernsehen zugleich“, und das funktioniere „erstaunlich gut, [sei] toll besetzt und meist wirklich geistreich“. Einen Schwachpunkt sieht Hille allerdings in der Hauptfigur Toni Schmidt. Das liege allerdings nicht an Mercedes Müller, „die ganz wunderbar diese zusehends empörte und verzweifelte Sekretärin“ verkörpere, sondern die Figur sei „plakativ“, „pure Fiktion“ und diene „letztlich einzig und allein dazu, einem heutigen Publikum die teils unerträglichen Wahrheiten über die eigene Vergangenheit schmackhaft zu verpacken und zu entschärfen“. Auch die Frankfurter Allgemeine lobte die Serie. Aus ihrer Sicht stecken im Familiendrama allerdings „einige Schlagworte zuviel“, und ohne Fortsetzung sei das zentrale „Charakterdrama“ um Otto John nicht zu verstehen – John sei schließlich aus der DDR wieder in den Westen zurückgekehrt und habe diese Rückkehr sogar als Flucht bezeichnet: „Umso wichtiger wäre es, dass die erste Staffel von „Bonn“ unabhängig von der Quote um eine zweite, der DDR-Diktatur ebenso schonungslos wie der jungen Bundesrepublik den Puls nehmenden Staffel erweitert wird.“ Als die ARD ankündigte, die Serie nicht verlängern zu wollen, sprach die Zeitung von einem „großen Fehler, denn mit dieser Entscheidung wiederholt sich die Geschichte.“